# 霍绍齐
霍绍齐（1786年—1806年），清代卫拉特蒙古土尔扈特贵族，第三任札萨克卓哩克图汗，渥巴锡之孙，策璘納木札勒长子。
父亲去世时，他才六岁，他的印信交给母亲喇什丕勒监守。嘉庆八年（1803年），嘉庆帝命他袭封为札萨克卓哩克图汗，世袭罔替，旧土尔扈特部乌讷恩素珠克图盟盟长。他走遍尤勒都斯草原，亲自过问部民疾苦。嘉庆十一年（1806年）霍绍齐去世，嘉庆帝赏银五百两为他治丧，诏命其三弟丹津旺濟爾袭封。不久丹津旺济尔去世，霍绍齐二弟那木濟勒多爾濟袭封。
| 前任： 策璘納木札勒 | 札萨克卓哩克图汗 旧土尔扈特部乌讷恩素珠克图盟盟长 1792年－1806年 | 繼任： 丹津旺濟爾 |